# Lungoneva del Palazzo

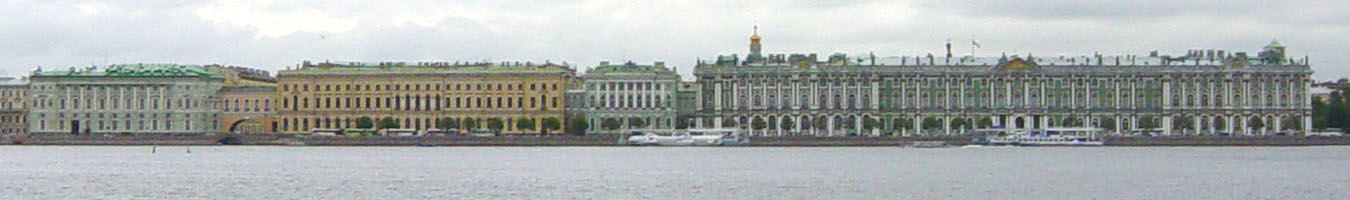
Il Museo dell'Ermitage con il Palazzo d'Inverno sulla destra

Il lungoneva del Palazzo (in russo Дворцовая набережная?, Dvorcóvaja náberežnaja, letteralmente "lungoriva del Palazzo") è una strada che corre sul lungofiume della Neva nel centro di San Pietroburgo, sulla cui riva sorgono gli edifici che costituiscono il museo dell'Ermitage, il Palazzo d'Inverno, il Teatro dell'Ermitage, il Palazzo di Marmo ed il Giardino d'Estate.

## Storia
La strada venne tracciata tra il 1763 e 1767 e ben presto divenne il luogo scelto dai membri della famiglia imperiale russa per le loro residenze: inizia dal ponte del Palazzo, dove finisce il lungoneva degli Inglesi, e termina alla Fontanka, dove prende nome di "lungoneva Kutuzov".
Questa strada è molto apprezzata dai turisti perché ha una vista meravigliosa sulla Neva, sulla fortezza di Pietro e Paolo e sull'isola Vasil'evskij. Nella sua opera Eugenio Onegin, Aleksandr Sergeevič Puškin raffigura se stesso che cammina lungo questa strada con il suo eroe, Eugene Onegin.